# Ypoá
Ypoá (hiszp. Lago Ypoá) – jezioro w Paragwaju, na granicy departamentów Centralnego i Paraguarí. Jezioro jest częścią Parku Narodowego Ypoá. 